# 芝山街道 (南平市)
芝山街道是中国福建省南平市建瓯市下辖的一个街道办事处。

## 行政区划
芝山街道共辖6个社区、3个行政村，分别是：
青云社区、梨山社区、都御坪社区、上西河社区、符山社区、管葡社区、马汶村、豪栋村和西大村。